# Yehudi Lindeman
Yehudi Lindeman, in het geboorteregister ingeschreven als Jehudi Lindeman, (Almelo, 19 maart 1938 – Montreal, 12 juni 2022), was een Nederlandse taalkundige en Holocaustonderzoeker. Tijdens de Tweede Wereldoorlog werd hij als Joods jongetje tweeënhalf jaar op onderduikadressen voor de nazi's verborgen gehouden. 
Na de oorlog studeerde hij aan de Universiteit van Amsterdam en aansluitend verwierf hij de graad van PhD aan de Harvard-universiteit. Van 1971 tot aan zijn emeritaat was hij verbonden aan de Canadese McGill-universiteit, waar hij onder meer publiceerde over de Nederlandse humanist en toneelschrijver Macropedius. Vanaf de jaren 1980 richtte hij een groot deel van zijn studie op de Holocaust en het Nederlandse verzet. Naast zijn studie werkte Lindeman aan het ontwikkelen van een internationaal netwerk van kinderen die de nazivervolging in Nederland en daarbuiten hadden overleefd.

## Jeugd
Lindeman was het enige kind van journalist Nico Henny Lindeman (1910-1944) en Betsy van Coevorden (1907-2001). Zijn ouders kwamen uit orthodox Joodse milieus, maar leefden seculier. Wel was vader Nico een zionist. Vlak voor de aanval op Nederland door de Duitsers kreeg hij een baan bij het socialistisch dagblad Het Volk en verhuisde hij met zijn familie van Almelo naar Amsterdam. Het gezin betrok op 3 mei 1940 een huis aan de Dongestraat 21-I, in de Rivierenbuurt.
Medio 1942, toen de Duitsers begonnen met de stelselmatige deportatie van de Nederlandse Joden, besloten zijn ouders om onder te duiken. Voor ze dat zelf deden regelden ze een onderduikadres voor hun zoon. Lindeman werd onder de naam Rudi de Boer ondergebracht bij vreemden, en in de jaren die volgden van onderduikadres naar onderduikadres gebracht. Doordat verzetsmensen ervoor zorgden weinig sporen na te laten, is hierover in archieven vrijwel niets terug te vinden. In een interview dat Mirjam Pinkhof in 1993 met hem had, heeft Lindeman wel verteld wat hij zich uit die tijd herinnerde en wat hij later van zijn moeder had gehoord. Naar zijn zeggen is hij op achttien of twintig verschillende adressen verborgen gehouden voor de Duitsers, voornamelijk in de provincies Gelderland en Overijssel. Zijn moeder vertelde hem dat ze zelf ook ondergedoken was geweest en dat ze na de bevrijding op zoek was gegaan naar haar zoon. Na een tip uit Almelose verzetskringen had ze hem terug gevonden in Sneek. 
Lindeman ging met zijn moeder weer in de Rivierenbuurt in Amsterdam wonen; deze keer op Bernissestraat 24-I. Vader Nico was in januari 1944 een natuurlijke dood gestorven. Na het volgen van de lagere en middelbare school studeerde Lindeman aan de Universiteit van Amsterdam. Hij raakte in zijn jeugd betrokken bij Haboniem, een socialistisch-zionistisch beweging. Eind 1967 verhuisde hij naar de Verenigde Staten om een postdoctorale opleiding te volgen aan de Universiteit van Michigan. Hij was daar actief bij het Student Nonviolent Coordinating Committee, een organisatie binnen de Afro-Amerikaanse Burgerrechtenbeweging. Na het behalen van zijn graad van PhD in vergelijkende literatuurwetenschap aan de Harvard-universiteit, gaf Lindeman les aan de Stony Brookuniversiteit in Long Island, New York. In 1971 kreeg hij een aanstelling als docent aan de McGill-universiteit in Montreal, aan welke universiteit hij verbonden bleef tot aan zijn emeritaat.

## Loopbaan